# エディ・アーバイン
エドムンド・"エディ"・アーバイン（Edmund "Eddie" Irvine, 1965年11月10日 - ）は、イギリス出身の元レーシングドライバー。

## 略歴

### 初期の活動
北アイルランド生まれ。フォーミュラ・フォードやイギリスF3選手権などで活躍し、1988年のマカオGPでポールポジションを獲得した。
1989年にパシフィック・レーシングから国際F3000へ参戦し、1990年にエディ・ジョーダン・レーシング (EJR) へ移籍。同年は1勝をあげてシリーズ3位を獲得し、同年のオフにはウィリアムズF1のテストドライバー候補に挙げられたがF1へのステップアップは果たせず、1991年より日本へ渡った。

### 日本での活動
1991年より新興チームのセルモから全日本F3000選手権へ参戦し、メインスポンサーであったコスモ石油カラーのマシンを3シーズンに渡りドライブした。当時の全日本F3000はブリヂストン・ダンロップ・横浜ゴムの3社によるタイヤ戦争が起こっており、エイヴォンのワンメイクだった国際F3000に比べはるかに高いグリップレベルのタイヤを使いこなすことが要求されていた。外国人ドライバーの多くが日本特有のスーパーハイグリップタイヤの使い方に苦戦するが、アーバインはセルモ代表の佐藤正幸の指導を受けながらダンロップタイヤユーザーのエース格に成長する。初年度はランキング7位、1992年は8位、1993年は最終戦まで星野一義と壮絶なチャンピオン争いを演じ、総得点で星野を1点上回ったが、有効得点では同点となり、優勝回数の差（星野2勝、アーバイン1勝）でチャンピオンを逃した。
また、トヨタ系のサードやトムスのドライバーとしてグループCの全日本スポーツプロトタイプカー耐久選手権に参戦し、ル・マン24時間レースにも1992年から3年連続で出場した。中でもF1デビュー後となった1994年のル・マン24時間には日本時代の親友であり、わずか数週前の1994年サンマリノGPにて事故死したローランド・ラッツェンバーガーの代役として出場。サードチームは終盤までトップを快走するも、ミッショントラブルから3位に後退。最終ドライバーを任されたアーバインは予選並みのハイペースで疾走し、ファイナルラップで2位を奪還する熱い走りを見せた。レース後には「ローランド（ラッツェンバーガー）がいれば楽勝だった」とのコメントを残した。このレースでのチームメイトであり、やはり日本時代に親交を深めていたジェフ・クロスノフも1996年にレース中アクシデントで絶命し、アーバインは大きなショックを受けたという。

### F1

#### ジョーダン時代

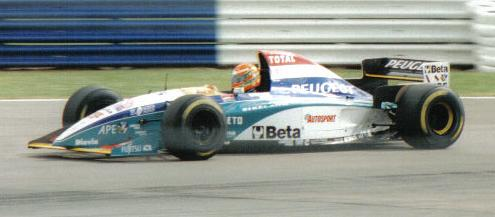
ジョーダン時代（1995年イギリスGP）

全日本F3000やル・マン24時間レースでの走りを見た国際F3000時代の古巣ジョーダンから、不振のティエリー・ブーツェンに代わって後半戦のセカンドシートのオファーを受けるが、アーバインが全日本でのタイトル獲得を優先したためF1デビューは1993年日本GPとオーストラリアGPにまでずれ込むこととなる。そしてF1デビュー戦では非力なマシンながら、走り慣れた鈴鹿で予選8位、決勝6位入賞という結果を残す。この日本GP決勝直後アーバインは、クレームを付けに来たアイルトン・セナに右側頭部を左手で払われている。これは、レース中に周回遅れのアーバインがラップリーダーのセナに対し道を譲らなかったこと、およびファイナルラップに勝利を確信したセナのクルージング中に、アーバインがセナをパッシングしたことに対するクレームであった。アーバインは「セナに殴られた」と触れ回ったため、新聞には「セナ、アーバインにパンチ」という見出しなどで掲載された。最終戦のオーストラリアGPでは逆に慣れないコースで予選19位、決勝ではリタイアに終わったものの、日本GPでの活躍から翌1994年からはジョーダンとフル参戦契約を結び、レギュラードライバーに昇格する。
1994年からはジョーダンのレギュラードライバーとなったが、開幕戦ブラジルGPで多重クラッシュの原因を引き起こしたことで次戦出場停止処分となったが、これに控訴した結果さらにペナルティが加算され、3戦出場停止という厳罰を受けた。この件は前年のセナとの問題でFIA法廷に被害者として出廷した際のアーバインの態度が不遜かつ無礼なものであった事に対し、FIAが灸を据えたのではないかとも言われている。若手のホープとして嘱望されていたチームメイトのルーベンス・バリチェロを予選で上回ることも多く速さは周知のものとなったものの、歯に衣着せぬ物言いで他のドライバーの悪口を口にしてしまうなど悪い癖もあり、第12戦イタリアGPスタート直後にジョニー・ハーバート（ロータス）の背後から追突し混乱させ、また第13戦ポルトガルGPの予選中にデーモン・ヒル（ウィリアムズ）のマシンを横転させるなど、それぞれ赤旗の原因をつくるなど当初は危険なドライビングをするドライバーという印象が定着していた。
1995年も引き続きジョーダンから参戦し、チームメイトは引き続きバリチェロとなった。開幕戦ブラジルGPではギヤボックストラブルで、第2戦アルゼンチンGPではオープニングラップでミカ・ハッキネンと接触し6周目にエンジントラブルでリタイヤを喫するなど、シーズン序盤は苦しんだ。しかし第6戦カナダGPでは3位入賞を果たし、初の表彰台を獲得した。この年は4度の入賞で10ポイントを獲得し、ランキング12位でシーズンを終えた。

#### フェラーリへ

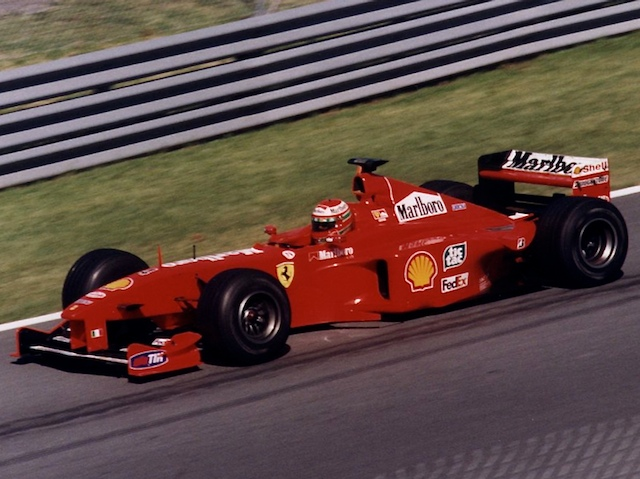
フェラーリ時代（1999年カナダGP）

1996年、現役チャンピオンのミハエル・シューマッハがフェラーリへ移籍し、そのチームメイトを誰が務めるのか注目される中でアーバインに白羽の矢が立った。ジョーダンとは残留契約がまとまっていたが、金銭トレードの形で名門に迎え入れられることになった。
開幕戦のオーストラリアGPでは予選でいきなりシューマッハより上位につけ、決勝でも3位表彰台を獲得したが、結局開幕戦がこの年の決勝最高成績となった。移籍初年度はマシンの信頼性に苦しみ、レース中のアクシデントも重なったことで、第7戦スペインGPから第14戦イタリアGPまで7戦連続でリタイヤするなど、全16戦中10度のリタイヤを喫した。さらにテストも満足にさせてもらえなかった。この年は4度の入賞で11ポイントを獲得し、ランキングは10位となった。
1997年、この年以降はテストやセッティングに関しても望むものを得られた。第3戦アルゼンチンGPでは自身最高成績となる2位表彰台を獲得し、第4戦サンマリノGP、第5戦モナコGPでも3位となり3戦連続で表彰台を獲得した。第16戦日本GPではシューマッハとジャック・ヴィルヌーヴのチャンピオン争いにおいて、勝手知ったる鈴鹿の特長を生かしてヴィルヌーヴを牽制する汚れ役をこなし、その仕事師ぶりから「ベスト・セカンドドライバー」と称された。この年は6度の入賞(そのうち5度の表彰台)を記録し24ポイントを獲得、ランキング7位となった。
1998年には、第3戦アルゼンチンGPから第9戦イギリスGPまでの7戦中6度の表彰台を獲得した。そのうち第8戦フランスGPでは優勝したシューマッハに続いて2位表彰台となり、フェラーリとしては8年ぶりの1-2フィニッシュに貢献した。この年は16戦中11度の入賞、そのうち8度の表彰台を記録し、47ポイントを獲得、ランキング4位となった。
1999年には開幕戦オーストラリアGPでF1初優勝を遂げたが、立場的にナンバー2扱いは変わらなかった。しかし、第8戦イギリスGPのクラッシュでシューマッハが骨折し長期欠場に追い込まれると、代役エースとしてチームの全面サポートを受けることになった。マクラーレン勢の失速やシューマッハの代役ミカ・サロのアシストにも助けられ、続く第9戦オーストリアGP、第10戦ドイツGPを連勝してポイントリーダーに浮上し、マクラーレンのミカ・ハッキネンとデビッド・クルサード、ジョーダンのハインツ＝ハラルド・フレンツェンと4つ巴のチャンピオン争いを演じた。ヨーロッパGPではタイヤ交換でピットにタイヤが用意されていないというドタバタを演じるが、第15戦マレーシアGPでは復帰したシューマッハのアシストでシーズン4勝目を挙げ、ハッキネンを4点リードして最終戦日本GPを迎えた。しかし、予選でクラッシュし結果は5位、決勝も3位に終わり、優勝したハッキネンにポイントで逆転されランキング2位に終わった。フェラーリの16年ぶりとなるコンストラクターズチャンピオン獲得に大きく貢献したが、このシーズン限りでチームを去ることになった。
アーバインはF1キャリアの中で一度もポールポジションを獲得したことがなく、1999年はポールポジション獲得経験の無いチャンピオンが誕生しかけたシーズンでもあった。また、1999年シーズンにアーバインが上げた4勝のうち2勝はチームメイトから譲られた勝利であり、ドイツGPでチームオーダーを受けてくれたミカ・サロには感謝の印として優勝トロフィーを贈っている。

#### ジャガー

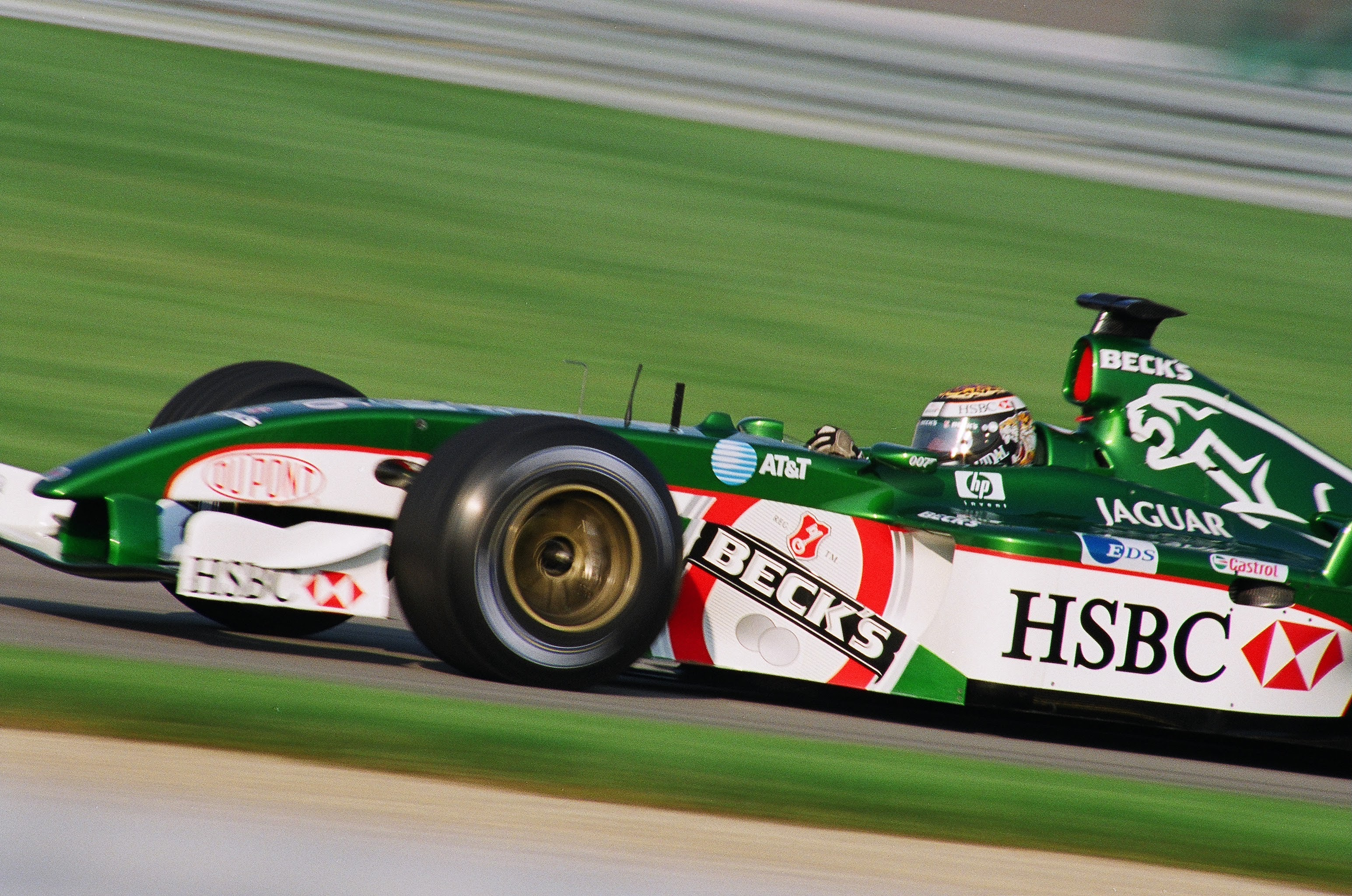
ジャガー時代（2002年アメリカGP）

2000年にはルーベンス・バリチェロと入れ替わる形でスチュワートから発足したジャガーと3年契約を結び移籍した。フェラーリ時代とは違いエースドライバー待遇で迎えられ、髪をブロンドに染めてイメージチェンジし、チームにちなんでヘルメットデザインもジャガー柄に変更するなど意気込みを見せた。しかしチーム体制移行初年度のごたごたやマシン開発の失敗によりチーム成績は低迷した。思うような走りは出来なかったが、2001年のモナコGP、2002年のイタリアGPで3位入賞を果たした。このレースではフェラーリが1-2フィニッシュを達成しており、元フェラーリであるアーバインが共に表彰台に上ったことになった。2001年のベルギーGPでは元チームメイトのルチアーノ・ブルティと接触し、ブルティは大クラッシュ。リタイアしたアーバインはブルティの救出活動を手伝ったが、ブルティはその後負傷欠場に追い込まれた。
3年契約の最終年の2002年をもって、契約を延長されることなくチームを放出された。シーズン終了後、一時「来季はジョーダンで走る」と報じられたが交渉が破談し、2002年限りでの引退となった。

### 引退後
引退後、アメリカ・マイアミに住居を構える。全日本F3000参戦中は日本語が全く出来なかったため、テレビはずっとCNNなど英語が聞けるニュースや経済番組しか見なかった。そのため、現役時代より不動産などの投資に長けており、現在も投資を続けている。その資産は、2008年3月時点で2億4,500万ユーロ（約384億円）ともいわれ、これは北アイルランドスポーツ長者番付では断トツである。また、映画の脇役で銀幕デビューも果たしている。
2005年には、F1への新規参入チームを巡るニュースでアーバインの名が取り上げられたが、実現はしなかった。

## エピソード
- 父親の名も「エドムンド」と言い、こちらはエドとよばれる[6]。その父親は、息子に「スターリング・モス・アーバイン」と名付けようとして母親に拒否され、自分と同じ「エドムンド」と名付けている[6]。
- F1マシンの初ドライブは1989年、ポールリカールテストでのオニクス・ORE1であった。この年所属していたパシフィックF3000チームがマールボロ系チームだったことから、同チームでコンビを組んでいたJ.J.レートと共に、同じくマールボロスポンサードチームであったオニクスをテストドライブしたが、ベストタイムでレートより2秒後塵を拝しレースシートを逃した[7]。
- 全日本F3000時代の経験から星野一義に一目置くようになり、F1初優勝時のレース後記者会見で「日本にはホシノっていうバカっ速いドライバーがいて、なかなか勝たせてくれなかったんだよ」「今ここに自分が居られるのはホシノのおかげだ」と語り、2位入賞で同席していたハインツ＝ハラルド・フレンツェン、3位のラルフ・シューマッハ（同じく日本での星野と戦ったキャリアがある）もその言葉を聞いて同意し頷いた[8]。そのため、欧州などのジャーナリストが「ホシノとは何者だ?」と日本人ジャーナリストに聞きまわったという逸話がある。後に星野が現役引退した際、引退を惜しむコメントを寄せている。また星野もアーバインの走りを高く評価しており、「日本でアルバイトしてないで早くF1に行け。遜色なくやれるよ」とインタビューで評している。
- 日本在住当時は、同時期に日本で活動していたミカ・サロやジャック・ヴィルヌーヴ、ジェフ・クロスノフらと六本木で遊んだ仲だった。F1進出後も日本GPのため年に一度来日すると六本木を訪れ、ホテルに預けていた自転車を足代わりにしていた。セルモで自分の後任となったトム・クリステンセンとも仲が良い。
- 日本で活動していた頃はF1への興味がそれほど無く、「カネを払って乗らせてもらうより日本で良いサラリーを貰って乗るのがプロだ」「興味はないね。あれは金持ちがやるもんだろ?」と語っていた。
- アーバインが日本での記者会見などで話す英語は、「独り言のように小声で話すタイプなので日本人には聞き取るのが難しい」とされ[9]、テープ起こしの難易度が高い選手として取材者泣かせだった。1993年の全日本F3000開幕戦で3位となり、2位の星野一義と共に会見での質問に回答した際に通訳が「すみません、彼（アーバイン）の英語はレロレロで、7割くらいしか解らなかったんですが」と前置きしたところ、隣にいた星野が「英語の東北弁なの？」と尋ねた言葉の内容を察したアーバインは、「ノー、ノーエイゴ! （私は）アイリッシュ！」と反応しコントのような問答になったことがある。取材者として現地にいたすがやみつるは「彼は自分はイギリス人じゃなくてアイルランド人だと言いたかったんだと思うが、たまたまジョークのようになった」と推察している[9]。
- 1993年のF1最終戦オーストラリアGP（アデレード）の決勝時、指定された（自分の）スターティンググリッドラインを越えてしまい、デレック・ワーウィックのマシンに追突寸前だったこともあり、スタートやり直しの原因を作ってしまった。
- ヴィルヌーヴとは1997年の最終戦ヨーロッパGPで走行を妨害したとして一悶着起こしているが、後年ヴィルヌーヴは「汚い言葉を除けば彼（アーバイン）はまともなことを言っている」と評している。
- F1パドックのトイレで当時のフェラーリの社長ルカ・コルデーロ・ディ・モンテゼーモロに遭遇した際「（ロードカーの）フェラーリの部品は高すぎる、どうにかならないの?」と話しかけた事が強くモンテゼーモロの印象に残りフェラーリ移籍に一役買ったとも言われている。
- 「シューマッハに勝つにはシューマッハより優れたマシンを手に入れる事が必要だと思ったから移籍した。」とジャガーレーシングへの移籍の際に語っていた。フェラーリ時代はミハエル中心の体制に不満があったとのちに公言し、「いつかあいつがバナナの皮でずっこけて足でも折らないかと思っていたら、本当に骨折した」との過激な発言を残している。
- LUNA SEAのINORANと仲が良く、1999年のLUNA SEAのライブに顔を出している。
- 独身である。

## アイルランド国旗問題
アーバインはイギリス（連合王国）に属する北アイルランドの出身であるが、自らはアイルランド人であるというアイデンティティが強く、1995年カナダGPで初めてF1の表彰台に登ったときにアイルランド国旗を掲揚した（これは主催者側が用意したものではなくアーバイン自身が持参もしくはアイルランド人オーナーのエディ・ジョーダン側が用意したものと言われている）。
これがロイヤリスト（ユニオニスト）過激派の逆鱗に触れ、殺害予告をされるほどの問題になった。これを恐れたアーバインは、表彰式の際もイギリス国旗を掲揚するようになった。

## レース戦績

### イギリス・フォーミュラ3選手権
| 年     | チーム                     | シャシー     | エンジン       | タイヤ | クラス | 1     | 2     | 3      | 4      | 5     | 6     | 7     | 8     | 9     | 10    | 11    | 12      | 13    | 14    | 15    | 16    | 17      | 18    | 順位 | ポイント |
| ------ | -------------------------- | ------------ | -------------- | ------ | ------ | ----- | ----- | ------ | ------ | ----- | ----- | ----- | ----- | ----- | ----- | ----- | ------- | ----- | ----- | ----- | ----- | ------- | ----- | ---- | -------- |
| 1988年 | ウェストサリー・レーシング | ラルト・RT32 | アルファロメオ | A      | A      | THR 4 | SIL 2 | THR 11 | BRH 16 | DON 3 | SIL 6 | BRH 2 | THR 7 | SIL 2 | DON 2 | SIL 4 | SNE Ret | OUL 4 | SIL 3 | BRH 6 | SPA 3 | THR Ret | SIL 2 | 5位  | 53       |

- 太字はポールポジション、斜字はファステストラップ。(key)

### 国際F3000選手権
| 年     | チーム                         | シャシー        | エンジン    | 1       | 2       | 3       | 4       | 5     | 6       | 7     | 8     | 9       | 10    | 11      | 順位 | ポイント |
| ------ | ------------------------------ | --------------- | ----------- | ------- | ------- | ------- | ------- | ----- | ------- | ----- | ----- | ------- | ----- | ------- | ---- | -------- |
| 1989年 | パシフィック・レーシング       | レイナード・89D | 無限・MF308 | SIL DNS | VLL Ret | PAU Ret | JER Ret | PER 3 | BRH Ret | BIR 6 | SPA 9 | BUG 4   | DIJ 4 |         | 9位  | 11       |
| 1990年 | エディ・ジョーダン・レーシング | レイナード・90D | 無限・MF308 | DON Ret | SIL 6   | PAU Ret | JER DNS | MNZ 2 | PER 4   | HOC 1 | BRH 3 | BIR Ret | BUG 3 | NOG Ret | 3位  | 27       |

- 太字はポールポジション、斜字はファステストラップ。(key)

### 全日本F3000選手権
| 年     | チーム                                 | シャシー       | エンジン | 1     | 2     | 3       | 4       | 5       | 6       | 7      | 8       | 9     | 10     | 11      | 順位 | ポイント |
| ------ | -------------------------------------- | -------------- | -------- | ----- | ----- | ------- | ------- | ------- | ------- | ------ | ------- | ----- | ------ | ------- | ---- | -------- |
| 1991年 | コスモオイル・レーシングチーム・セルモ | ローラ・T90/50 | 無限     | SUZ 8 | AUT 5 | FSW 15  | MIN 1   | SUZ 4   | SUG 7   | FSW 13 | SUZ Ret | FSW C | SUZ 13 | FSW 9   | 7位  | 14       |
| 1992年 | コスモオイル・レーシングチーム・セルモ | ローラ・T91/50 | 無限     | SUZ 8 |       |         |         |         |         |        |         |       |        |         | 8位  | 17       |
| 1992年 | コスモオイル・レーシングチーム・セルモ | ローラ・T92/50 | 無限     |       | FSW 4 | MIN 1   | SUZ Ret | AUT Ret | SUG Ret | FSW 7  | FSW 5   | SUZ 4 | FSW 11 | FSW Ret | 8位  | 17       |
| 1993年 | コスモオイル・レーシングチーム・セルモ | ローラ・T92/50 | 無限     | SUZ 3 | FSW 3 | MIN Ret | SUZ 1   | AUT C   | SUG 15  | FSW C  | FSW 6   | SUZ 2 | FSW 2  | SUZ 4   | 2位  | 32       |

- 太字はポールポジション、斜字はファステストラップ。(key)

### F1世界選手権
| 年     | 所属チーム | #  | ランキング | 獲得ポイント | 決勝最高位・回数 | 表彰台回数 | 予選最高位・回数 |
| ------ | ---------- | -- | ---------- | ------------ | ---------------- | ---------- | ---------------- |
| 1993年 | ジョーダン | 15 | 22位       | 1            | 6位・1回         | 0回        | 8位・1回         |
| 1994年 | ジョーダン | 15 | 16位       | 6            | 4位・1回         | 0回        | 4位・1回         |
| 1995年 | ジョーダン | 15 | 12位       | 10           | 3位・1回         | 1回        | 4位・1回         |
| 1996年 | フェラーリ | 2  | 10位       | 11           | 3位・1回         | 1回        | 3位・1回         |
| 1997年 | フェラーリ | 6  | 7位        | 24           | 2位・1回         | 5回        | 3位・1回         |
| 1998年 | フェラーリ | 4  | 4位        | 47           | 2位・3回         | 8回        | 2位・1回         |
| 1999年 | フェラーリ | 4  | 2位        | 74           | 1位・4回         | 9回        | 2位・3回         |
| 2000年 | ジャガー   | 7  | 13位       | 4            | 4位・1回         | 0回        | 6位・2回         |
| 2001年 | ジャガー   | 18 | 12位       | 6            | 3位・1回         | 1回        | 6位・1回         |
| 2002年 | ジャガー   | 16 | 9位        | 8            | 3位・1回         | 1回        | 5位・1回         |

| 年     | チーム     | シャシー | エンジン                        | 1       | 2       | 3       | 4       | 5       | 6       | 7       | 8       | 9       | 10      | 11      | 12      | 13      | 14      | 15      | 16      | 17      | WDC  | ポイント |
| ------ | ---------- | -------- | ------------------------------- | ------- | ------- | ------- | ------- | ------- | ------- | ------- | ------- | ------- | ------- | ------- | ------- | ------- | ------- | ------- | ------- | ------- | ---- | -------- |
| 1993年 | ジョーダン | 193      | ハート・1035 3.5L V10           | RSA     | BRA     | EUR     | SMR     | ESP     | MON     | CAN     | FRA     | GBR     | GER     | HUN     | BEL     | ITA     | POR     | JPN 6   | AUS Ret |         | 20位 | 1        |
| 1994年 | ジョーダン | 194      | ハート・1035 3.5L V10           | BRA Ret | PAC     | SMR     | MON     | ESP 6   | CAN Ret | FRA Ret | GBR Ret | GER Ret | HUN Ret | BEL 13† | ITA Ret | POR 7   | EUR 4   | JPN 5   | AUS Ret |         | 16位 | 6        |
| 1995年 | ジョーダン | 195      | プジョー・A10 3.0L V10          | BRA Ret | ARG Ret | SMR 8   | ESP 5   | MON Ret | CAN 3   | FRA 9   | GBR Ret | GER 9†  | HUN 13† | BEL Ret | ITA Ret | POR 10  | EUR 6   | PAC 11  | JPN 4   | AUS Ret | 12位 | 10       |
| 1996年 | フェラーリ | F310     | フェラーリ・Tipo 046 3.0L V10   | AUS 3   | BRA 7   | ARG 5   | EUR Ret | SMR 4   | MON 7†  | ESP Ret | CAN Ret | FRA Ret | GBR Ret | GER Ret | HUN Ret | BEL Ret | ITA Ret | POR 5   | JPN Ret |         | 10位 | 11       |
| 1997年 | フェラーリ | F310B    | フェラーリ・Tipo 046/2 3.0L V10 | AUS Ret | BRA 16  | ARG 2   | SMR 3   | MON 3   | ESP 12  | CAN Ret | FRA 3   | GBR Ret | GER Ret | HUN 9†  | BEL 10† | ITA 8   | AUT Ret | LUX Ret | JPN 3   | EUR 5   | 7位  | 24       |
| 1998年 | フェラーリ | F300     | フェラーリ・Tipo 047 3.0L V10   | AUS 4   | BRA 8   | ARG 3   | SMR 3   | ESP Ret | MON 3   | CAN 3   | FRA 2   | GBR 3   | AUT 4   | GER 8   | HUN Ret | BEL Ret | ITA 2   | LUX 4   | JPN 2   |         | 4位  | 47       |
| 1999年 | フェラーリ | F399     | フェラーリ・Tipo 048 3.0L V10   | AUS 1   | BRA 5   | SMR Ret | MON 2   | ESP 4   | CAN 3   | FRA 6   | GBR 2   | AUT 1   | GER 1   | HUN 3   | BEL 4   | ITA 6   | EUR 7   | MAL 1   | JPN 3   |         | 2位  | 74       |
| 2000年 | ジャガー   | R1       | フォード・CR2 3.0L V10          | AUS Ret | BRA Ret | SMR 7   | GBR 13  | ESP 11  | EUR Ret | MON 4   | CAN 13  | FRA 13  | AUT PO  | GER 8   | HUN 8   | BEL 10  | ITA Ret | USA 7   | JPN 8   | MAL 6   | 13位 | 4        |
| 2001年 | ジャガー   | R2       | フォード・CR3 3.0L V10          | AUS 11  | MAL Ret | BRA Ret | SMR Ret | ESP Ret | AUT 7   | MON 3   | CAN Ret | EUR 7   | FRA Ret | GBR 9   | GER Ret | HUN Ret | BEL Ret | ITA Ret | USA 5   | JPN Ret | 12位 | 6        |
| 2002年 | ジャガー   | R3       | フォード・CR4 3.0L V10          | AUS 4   | MAL Ret | BRA 7   | SMR Ret | ESP Ret | AUT Ret | MON 9   | CAN Ret | EUR Ret | GBR Ret | FRA Ret | GER Ret | HUN Ret | BEL 6   | ITA 3   | USA 10  | JPN 9   | 9位  | 8        |

- 太字はポールポジション、斜字はファステストラップ。(key)
- † 印はリタイアだが、90%以上の距離を走行したため規定により完走扱い。

### ル・マン24時間レース
| 年     | チーム                                                      | コ・ドライバー                                  | 車            | クラス   | 周回 | 順位 | クラス 順位 |
| ------ | ----------------------------------------------------------- | ----------------------------------------------- | ------------- | -------- | ---- | ---- | ----------- |
| 1992年 | トヨタ・チーム・トムス キッツ・レーシングチーム with サード | ローランド・ラッツェンバーガー エイエ・エリジュ | トヨタ・92C-V | C2       | 321  | 9位  | 2位         |
| 1993年 | トヨタ・チーム・トムス                                      | 関谷正徳 鈴木利男                               | トヨタ・TS010 | C1       | 364  | 4位  | 4位         |
| 1994年 | サード                                                      | ジェフ・クロスノフ マウロ・マルティニ           | トヨタ・94C-V | LMP1 C90 | 343  | 2位  | 1位         |